# Kościół Przemienienia Pańskiego w Kielcach - Białogonie
Kościół Przemienienia Pańskiego w Kielcach - Białogonie – rzymskokatolicki kościół parafialny znajdujący się w Kielcach, w dzielnicy Białogon. Należy do dekanatu Kielce-Zachód. Mieści się przy ulicy Fabrycznej.

## Historia i architektura
Świątynia została wybudowana z drewna w latach 1917–1918 według projektu architekta Mateusza Galasa z własnej inicjatywy i z własnych funduszy (ale przy pomocy fabryki machin) parafian. Jest to budowla w stylu zakopiańskim. Pokryta jest gontowymi dachami. Świątynia jest niewielka. Składa się z jednej nawy poprzedzonej kruchtą, trójbocznie zamkniętego prezbiterium, po obu stronach nawy, na kształt transeptu: z jednej strony jest umieszczona kaplica a z drugiej zakrystia. Całość kompozycji zamyka wieża.
W kruchcie jest umieszczona tablica żeliwna zawierająca pamiątkowy medal wybity z okazji uruchomienia Huty Aleksandra.

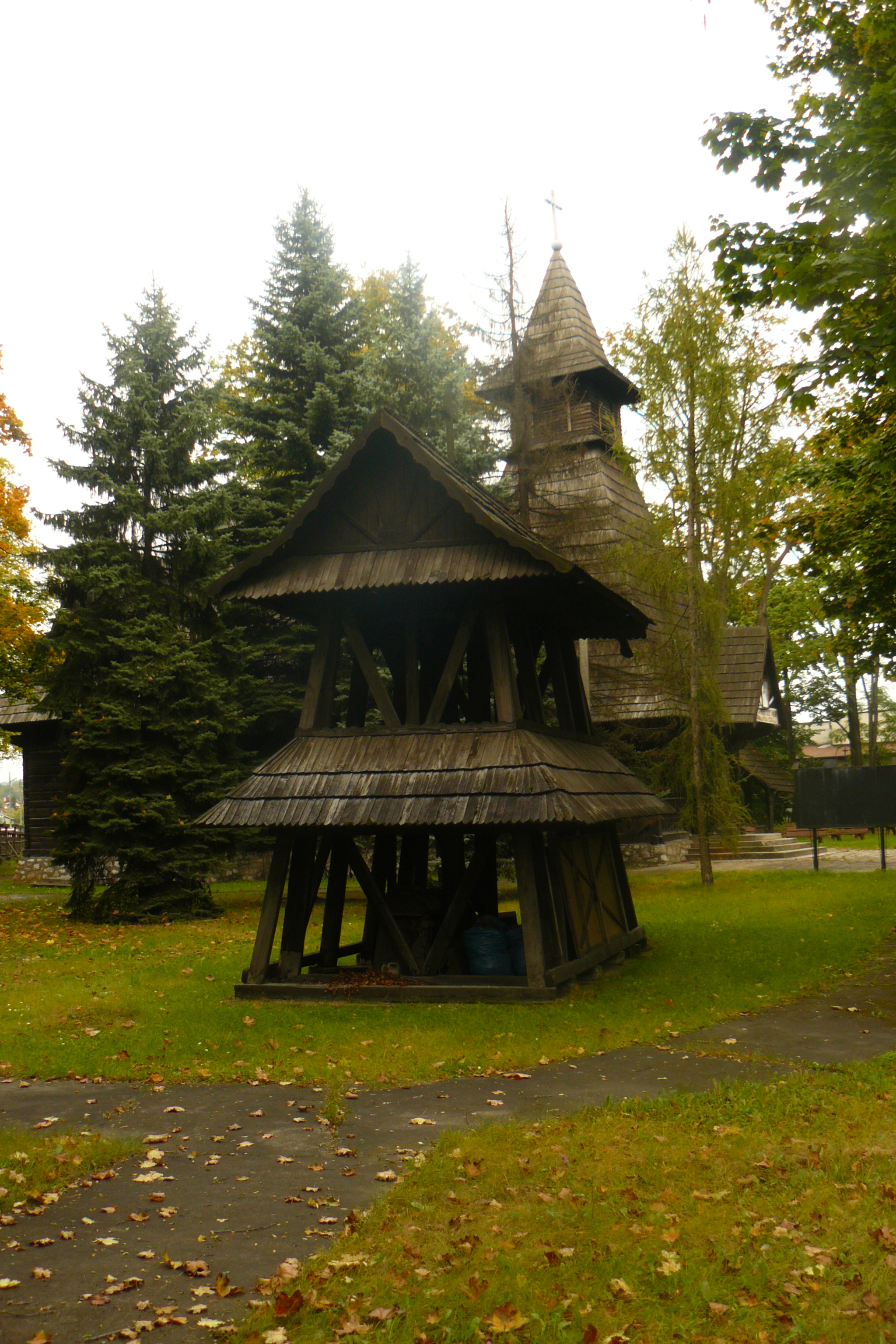
Dzwonnica

W 1981 r. przeszedł gruntowny remont, m.in. wymieniono drewnianą podłogę na posadzkę z "odpadów marmurowych" oraz usunięto starą ambonę.
W 1993 r. kościół wraz z drewnianą dzwonnicą i drewnianym ogrodzeniem z bramką, jako zespół, został wpisany do rejestru zabytków nieruchomych (nr rej.: A.401/1-3 z 14.04.1993).
W 2016 roku zostały rozpoczęte prace konserwatorskie co poskutkowało wymianą ogrodzenia na nowe